# Maltas økonomi
Maltas økonomi er en højt industrialiseret, servicbaseret økonomi. Den er klassificeret som en udviklet økonomi af den Internationale Valutafond og bliver betragtet som et høj-indkomstland af Verdensbanken og en innovationsdreven økonomi World Economic Forum. Landet er medlem af EU og eurozonen. Malta overgik til euroen som valuta den 1. januar 2008.
Maltas økonomi nyder godt af landets fordelagtige placering i midten af Middelhavet på vejen mellem Europa, Nordafrika og Mellemøsten. Det er en fuldt udviklet markedsøkonomi med en flersproget befolkning (88% af malteserne taler engelsk), en produktiv arbejdsstyrke, lav virksomhedsskat og udviklede klynger inden for finans og informations- og kommunikationsteknologi. Landets økonomi er meget afhængig af udlandshandel, produktion (særligt elektronik), turisme og finansiel service. I 2014 besøgte 1,7 millioner turister øen.
Maltas BNP per indbygger i 2012 justeret for købekraftsparitets var $29.200 og var rangeret som nr. 15 blandt EU-lande i forhold til købekraft. I kalenderåret 2013 havde Malta et budgetunderskud på 2,7%, der var inden for grænsen blandt eurozone-landene, og den offentlige gæld var 69,8%. Med en arbejdsløshed på 5,9%, havde Malta den sjette-laveste arbejdsløshed i EU i 2015.
Malta er det 18. mest demokratiske land i verden ifølge Economist Intelligence Units Democracy Index.